# Paramecosoma
Paramecosoma är ett släkte av skalbaggar som beskrevs av Curtis 1833. Paramecosoma ingår i familjen fuktbaggar.
Släktet innehåller bara arten Paramecosoma melanocephalum.

## Bildgalleri

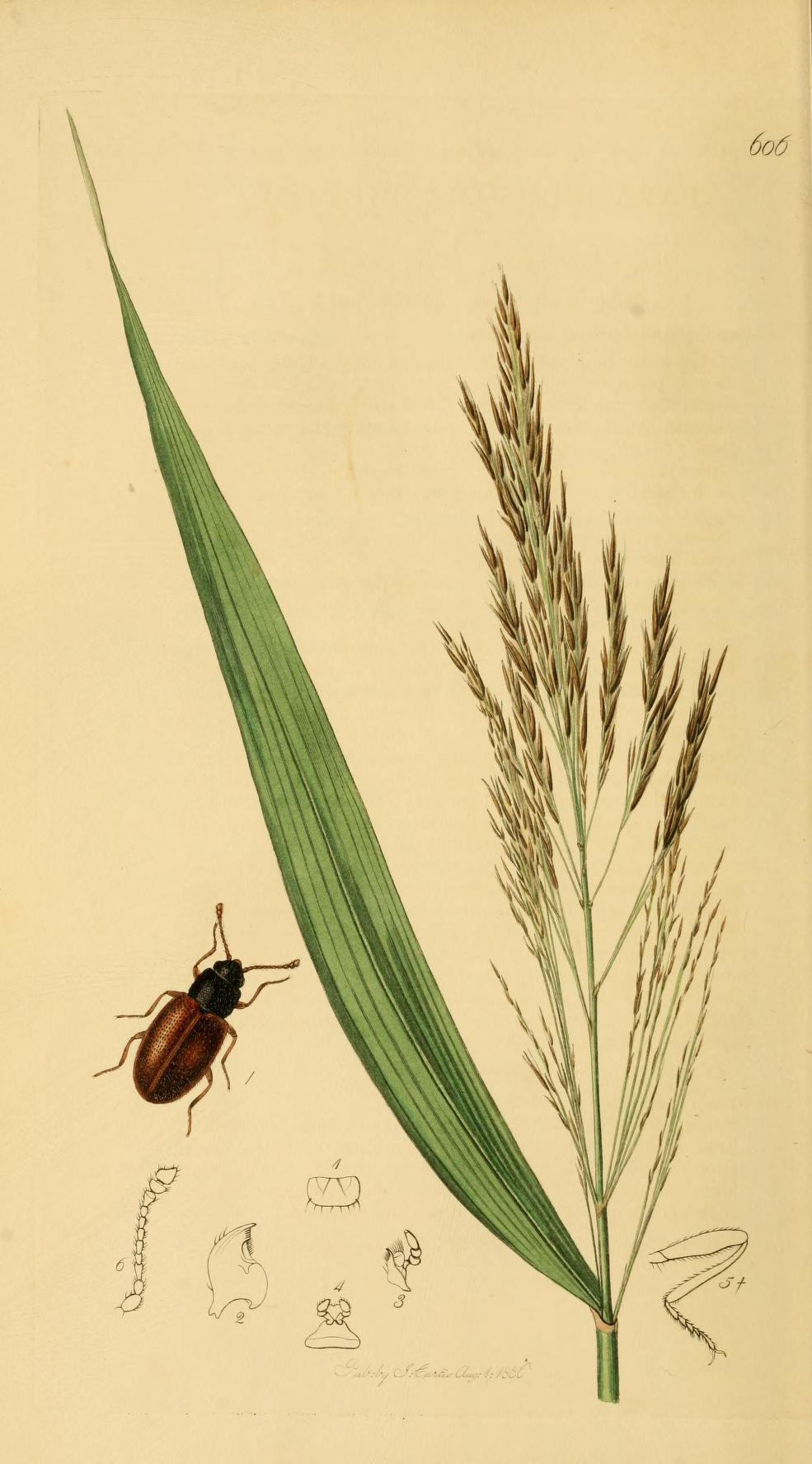